# محمدو ديمبيلي
محمدو ديمبيلي (بالفرنسية: Mahamadou Dembélé)‏ هو لاعب كرة قدم فرنسي في مركز الوسط، ولد في 10 أبريل 1999 في بريتني سور أورج في فرنسا. لعب مع ريد بل سالزبورغ.

## وصلات خارجية
- محمدو ديمبيلي على موقع قاعدة بيانات كرة القدم.إي يو (الإنجليزية)
- محمدو ديمبيلي على موقع Soccerway.com (الإنجليزية)
- محمدو ديمبيلي على موقع عالم كرة القدم.نت (الإنجليزية)